# 粗异白樱蛤
粗异白樱蛤（学名：Heteromacoma irus），是帘蛤目樱蛤科Heteromacoma属的一种。主要分布于韩国、中国大陆，常栖息在潮间带至潮下带。